# Carex helleri
Carex helleri  es una especie de planta herbácea de la familia de las ciperáceas.

## Hábitat y distribución
Es nativa del este de California y el oeste de Nevada, donde crece en las laderas de las montañas rocosas y en otros hábitats. 

## Descripción
Esta juncia produce densos macizos de delgados tallos erguidos que alcanzan los 30 a 50 centímetros de altura máxima.  La inflorescencia es una superposición de espigas de flores que están cubiertas de escalas en color marrón oscuro o negro. El fruto está cubierto en un perigynium que es de color rojizo o púrpura con un pico en la punta.

## Taxonomía
Carex helleri fue descrita por  Kenneth Kent Mackenzie y publicado en Erythea 8(1–12): 70, f. 38. 1922.
Etimología
Ver: Carex
helleri; epíteto otorgado en honor del botánico estadounidense Amos Arthur Heller.
Sinonimia
- Carex atrata var. nigra W. Boott	[2][3]